# Badajoz Tuyo
Badajoz Tuyo (BT) fue un partido político pacense de ámbito municipal, fundado en 2007 por Nicasio Monterde Macías, que había sido edil del PP en el Ayuntamiento de Badajoz.

## Historia

### Antecedentes
El 6 de febrero de 2007, tras una militancia de dieciséis años en el equipo del PP de Badajoz, doce de ellos en el gobierno y cuatro en la oposición, Monterde dimitió poco antes de las elecciones de 2007 a raíz de una crisis interna y una serie de divergencias entre él y el gobierno municipal de Badajoz. Entre las razones que Monterde expuso en la rueda de prensa de su dimisión estaban el nulo respaldo por parte del alcalde Miguel Celdrán, y la política de la división local del partido, la cual, según Monterde, estaba más próxima a los intereses nacionales del partido que de las necesidades del municipio.

### Fundación
Se fundó oficialmente el 20 de marzo de 2007, según su acta fundacional, aunque la primera rueda de prensa en la que el partido se presentó tuvo lugar el día 10 de marzo de 2007.

## Resultados en las elecciones municipales
En las elecciones municipales de 2007, BT no obtuvo representación en el ayuntamiento al obtener 2755 votos, que representaban un 4.03% del total escrutado. Debido a este resultado, Monterde expresó sus dudas respecto a que BT presentase alguna lista en las siguientes elecciones municipales. No obstante, estos resultados tuvieron cierta repercusión en la política municipal pacense puesto que de no haberse presentado esta lista alternativa y suponiendo que esos votos hubieran sido para el PP, éste habría obtenido 17 concejales en vez de 15 e Izquierda Unida habría desaparecido del consistorio.